# Léon Cladel
Léon Cladel (15 mars 1835 à Montauban - 21 juillet 1892 à Sèvres) est un romancier et nouvelliste français.

## Biographie

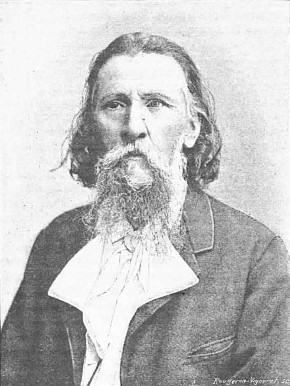
Portrait par Benque et Cie (1893).

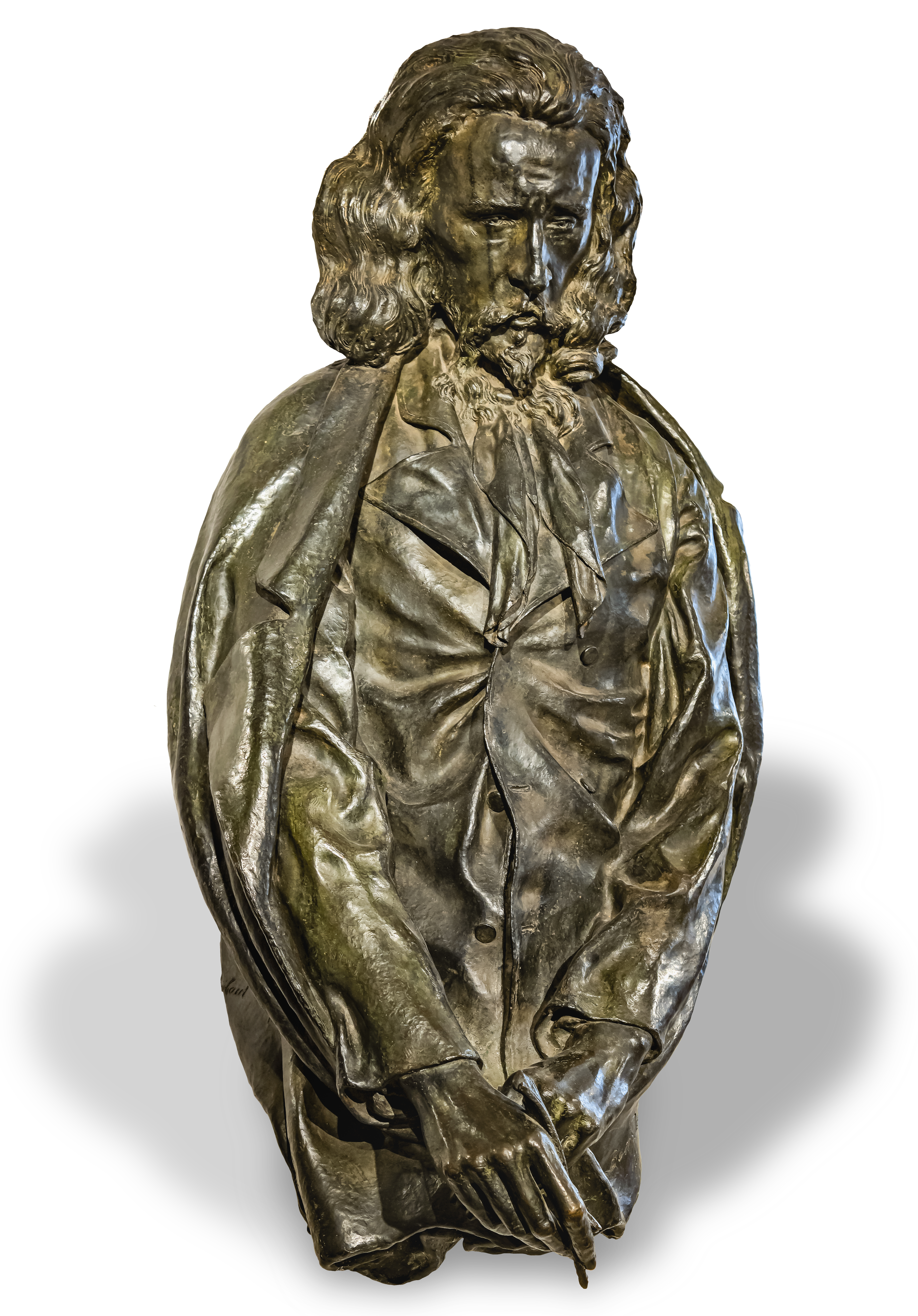
Bronze par Bourdelle (1894).

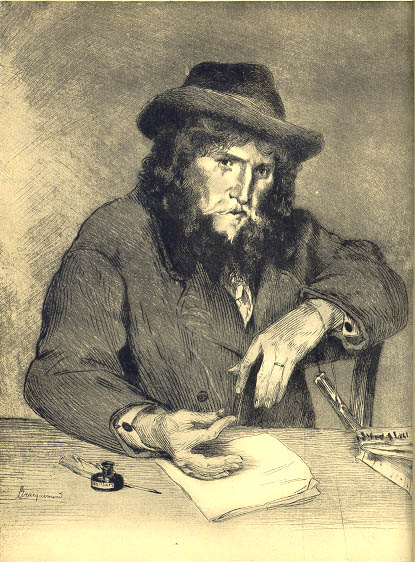
Portrait par Félix Bracquemond.

Léon Alpinien Cladel est né le 15 mars 1835 à Montauban. Il est issu d'une famille catholique d'artisans et d'agriculteurs du Quercy. Son père, Pierre Cladel, était bourrelier, métier fort prisé et rentable à l'époque. Ce dernier habitait le moulin dit de Lalande, sur la route de Lauzerte, à Lafrançaise. Après un grand nombre de procès, il finit ruiné et ne laisse à son fils que le mobilier du moulin et un appartement à Montauban. Le reste de ses biens est vendu pour éponger ses dettes. Léon commence à Toulouse des études de droit mais les abandonne très vite.
Léon Cladel monte alors à Paris à l'âge de vingt ans. Homme de lettres, il se construit une solide réputation de romancier naturaliste dont la matière principale est le peuple. Il aime d'ailleurs mettre en avant ses origines paysannes quercynoises. Il se fait connaître, d'abord dans un cercle restreint, par son premier roman, Les Martyrs ridicules, préfacé par Charles Baudelaire.
Puis il retourne vivre dans son Quercy natal, où il écrit sur la vie des paysans. Il réside et écrit à Montauban, quartier de la Villenouvelle, qui devient plus tard un lieu de séjour d'été pour sa famille. Revenu à Paris, Léon Cladel publie les deux romans qui sont à cette époque considérés comme ses meilleures œuvres, Le Bouscassié (1869) et La Fête votive de Saint-Bartholomée Porte-Glaive (1872).
Léon Cladel vit de près la période de la Commune (mars 1871 - mai 1871). S'il n'y joue pas un rôle prépondérant, il manque cependant d'être fusillé comme suspect par les hommes de Thiers. Cette période de la Commune est ensuite présente dans un grand nombre de ses œuvres : Les Va-nu-pieds (recueil de nouvelles composé en 1873), Trois fois maudites (1876) — qui lui vaut un séjour en prison —, Revanche ! (1887, censurée avant 1881), Urbains et ruraux (1890). Mais son œuvre majeure sur la période est I.N.R.I (1887). Dans ce roman, paru après sa mort précédé d'une préface de Lucien Descaves, il tente de réhabiliter la Commune.
Le 14 novembre 1871, il épouse, à Paris, une jeune musicienne de confession juive : Julia Mullem, sœur du journaliste et écrivain Louis Mullem. Tous les deux non pratiquants, ils vont marquer leurs origines à travers les prénoms donnés à leurs cinq enfants : Judith-Jeanne, Sarah-Marianne, Rachel-Louise, Eve-Rose, Pierrine-Esther, Saül-Alpinien. Cependant, l'éducation que reçoivent ces enfants est laïque et républicaine.
L'ensemble de son œuvre connaît un réel succès en France et en Belgique. Quand Edmond de Goncourt émet le souhait de créer un prix littéraire ou du moins une sorte de cénacle, Cladel rejoint le groupe d'écrivains, première configuration de la future Académie Goncourt.
L’Académie française lui décerne le prix Maillé-Latour-Landry en 1882 pour l'ensemble de ses romans.
Sa descendance va confirmer les talents artistiques de la famille Cladel. Sa fille Judith se lance à son tour dans une carrière littéraire. Elle écrit une biographie de son père. Son fils Saül-Alpinien entre, comme élève du sculpteur Bourdelle, dans l'atelier de Rodin et devient sculpteur spécialisé dans les monuments aux morts après la Première Guerre mondiale. La statue du monument aux morts de Lafrançaise est son œuvre. Il réalise aussi la statue posthume de son père, installée dans les Jardins du Luxembourg, mais qui sera fondue par le régime de Pétain. Une petite-fille de Léon Cladel, fille de Pierrine-Esther, Dominique Rolin, est une écrivaine belge célèbre.
De tempérament colérique et de santé fragile [réf. nécessaire], Léon Cladel meurt à Sèvres, à côté de Paris, en 1892 dans sa 59e année. Contemporain et ami du sculpteur Antoine Bourdelle, il accepte avant sa mort de servir de modèle pour la réalisation d'un buste. Il est inhumé au cimetière du Père-Lachaise (52e division).

## Hommages et postérité
Un comité fut créé sous la présidence d'Émile Pouvillon et d'un délégué général Henry Lapauze, afin d'élever un monument en hommage à Léon Cladel dans sa ville natale : L'inauguration eut lieu durant l'été 1894 à Montauban, le monument fut réalisé par Antoine Bourdelle et Paul Vidal est venu diriger lui-même l'exécution d'une cantate sur des vers néo-romans de M. A. Quercy, intitulés lou Metjoun, qu'il avait écrit tout spécialement pour l'événement. L'inauguration du monument donna lieu à quelques festivités mémorables, en présence de nombreux amis, comme François Coppée, Catulle Mendès, Armand Silvestre, René Maizeroy, Alexandre Hepp, Clovis Hugues, François Fabié (cf. Le Temps, du 6 août 1894). Un portrait de Léon Cladel (par Guth), offert par Adrien Hebrard, sénateur et directeur du Temps, fut remis à la ville de Montauban par Henry Lapauze.
Le comité pour la mémoire de Léon Cladel commande également en 1883 une statue en bronze payée par souscription publique au fils de ce dernier qui est sculpteur. Son érection à Paris, au Sénat, est refusée et finalement il faut attendre 1914 et l’appui de Georges Clemenceau pour qu'un emplacement au jardin du Luxembourg soit octroyé, mais la guerre de 14-18 retarde encore le projet. Elle est finalement inaugurée le 21 mai 1927. En 1942, elle est fondue par le régime de Vichy dans le cadre du programme de récupération des métaux.
Aujourd'hui, sept rues portent son nom, situées respectivement à Lafrançaise, Montauban, Moissac, Limoges, Sèvres, Brive-la-Gaillarde et Paris 2e (depuis 1897).

## Œuvres
- Les Martyrs ridicules, roman parisien (1862) — Texte en ligne
- Le Bouscassié (1869) — Texte en ligne
- La Fête votive de Saint-Bartholomée Porte-Glaive (1872) — Texte en ligne
- Les Va-nu-pieds, recueil de 13 [ou 14 ?] nouvelles comprenant Achille & Patrocle, Mon ami le sergent de ville, Les Auryentys, Un noctambule, Triple-Croche, Le Nommé Qouæl, L'Enterrement d'un ilote, Éral le dompteur, La Citoyenne Isidore, Nâzi, L'Hercule, Montauban Tu-Ne-Le-Sauras-Pas, Le Revenant, Revanche[8] ! illustré par Jules Martin, Frédéric Régamey, Frédéric Chevalier, Jules Hanriot, Daniel Vierge, Félix Buhot, composé en avril 1873, paru en feuilleton chez Richard Lesclide dans Paris à l'eau-forte, puis à la Librairie de l'eau forte, 1876[9],[10] — Texte en ligne
- Bonshommes (1876) — Texte en ligne
- L'Homme de la Croix-aux-Bœufs (1878) — Texte en ligne
- Ompdrailles, le Tombeau des lutteurs[11] (1879) — Texte en ligne
- Petits Cahiers, recueil de nouvelles comprenant Un revenant, Paul-des-Blés, L'Ancêtre, Trois fois maudite, Chez ceux qui furent, Madame la générale à la jambe de bois, Du Pain ou la Mort, Au Point-du-Jour ? Bêtes et Gens (1879).
- Crête-Rouge (1880)
- Par-devant notaire (1880)
- N'a-qu'un-œil (1882-1886) — Texte en ligne
- L'Amour romantique : Confession d'une Mondaine, Huit jours dans les nuages, Aux Amours éternelles, illustré par Alexandre Ferdinandus (1882)
- Le Deuxième Mystère de l'Incarnation (1883) — Texte en ligne
- Pierre Patient, illustré par Fernand Auguste Besnier (1883) — Texte en ligne
- Urbains et ruraux, 2e série des « Va-nu-pieds », Paris, Paul Ollendorff, 1884.
- Héros et pantins (1885) — Texte en ligne
- Quelques sires (1885) — Texte en ligne
- Léon Cladel et sa kyrielle de chiens (1885) (inspiré par l'œuvre du peintre animalier Joseph Stevens).
- Mi-diable (1886) — Texte en ligne
- Titi Foÿssac IV, dit la République et la Chrétienté (1886) — Texte en ligne
- Gueux de marque (1887)
- Raca (1888)
- Kerkadec, garde-barrière (1888)
- Effigies d'inconnus, feuilles volantes (1888) — Texte en ligne
- Seize morceaux de littérature (1889) — Texte en ligne
- L'Ancien, drame en 1 acte, en vers, Paris, Théâtre-Libre, 2 mai 1889

Œuvres posthumes
- Juive-errante (1897) — Texte en ligne
- INRI (1931 ; 1997)
- Poésies de Léon Cladel (1936)

### Iconographie
- Portrait photographique en buste par Charles Gallot (1838-1919)[12].